# Patissa chrysozona
Patissa chrysozona là một loài bướm đêm trong họ Crambidae.